# اتفاقية عدم إفصاح

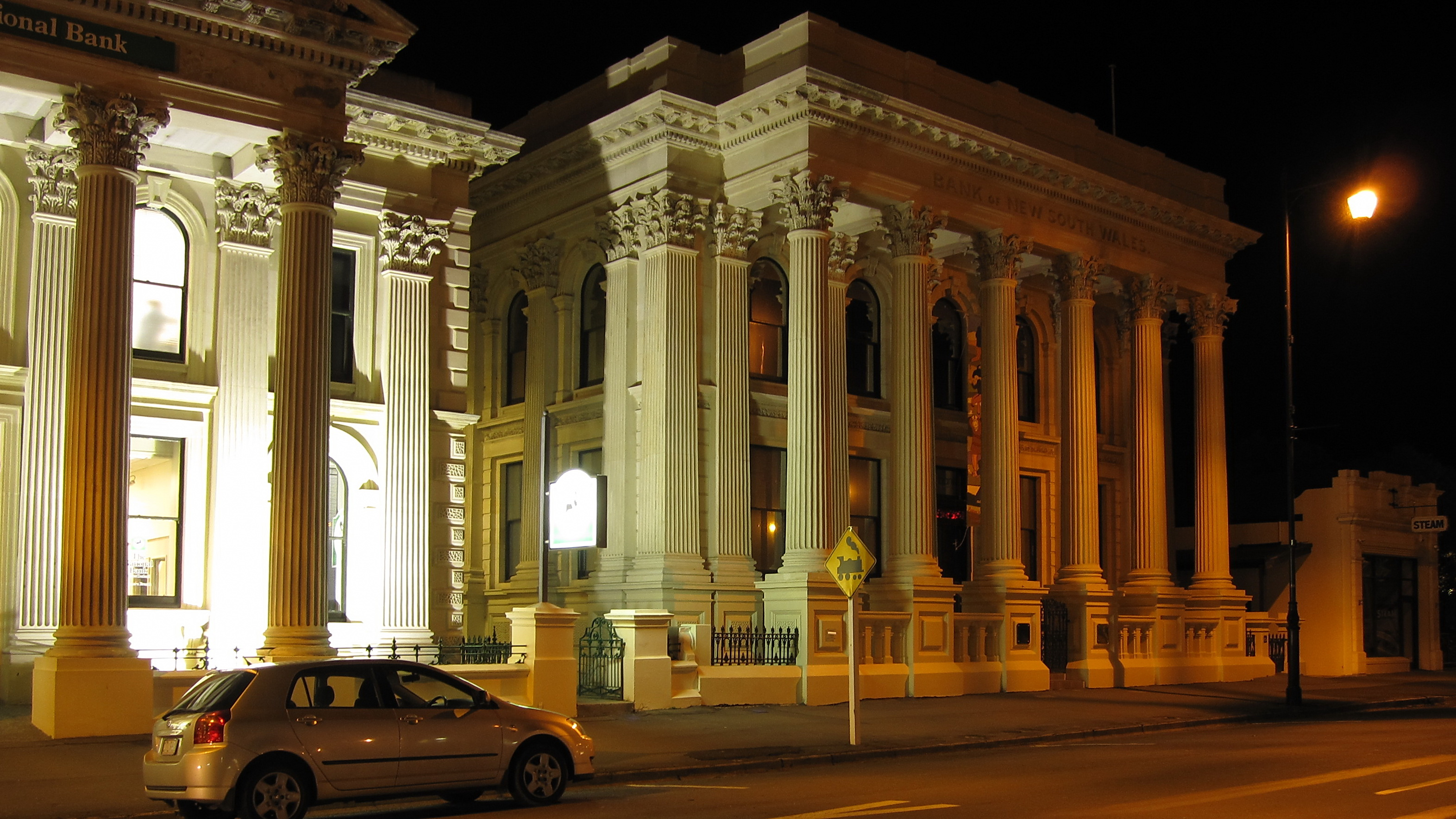

اتفاقية عدم إفصاح (NDA), وتعرف أيضا اتفاقية السرية (CA), اتفاق الإفصاح السري (CDA), اتفاقية المعلومات الخاصة (PIA)، اتفاق السرية (SA),
هي عقد قانوني بين طرفين على الأقل يحدد طريقة التعامل مع المواد السرية أو المعرفية أو المعلومات السرية والتي يرغب الطرفان في مشاركتها مع بعضهم البعض لأغراض محددة, مع تقييد وصول هذه المعلومات إلى أي طرف ثالث. ومن أكثر نماذج الاستخدام لها هي اتفاق السرية في البنوك و سرية بيانات المريض.
ويلزم هذا العقد الطرفين على عدم الإفصاح عن المعلومات المذكورة فيه. وتكون هذه الاتفاقية علاقة سرية تحمي هذه المعلومات وتمنعه من إفشائها.

## أنواع الاتفاقيات
يمكن تصنيف اتفاق عدم الإفصاح علي انه أحادي أو ثنائي أو متعدد الأطراف:

### أحادي
اتفاق عدم إفصاح أحادي (الذي يشار اليه أحيانا باتفاق عدم الإفصاح في اتجاه واحد) يشمل طرفين حيث يتوقع طرف واحد فقط (أي الطرف المفصح) الإفصاح عن معلومات معينه إلى الطرف الآخر (أي الطرف المتلقي) ويتطلب حماية المعلومات من مزيد من الإفصاح لسبب ما (على سبيل المثال ، الحفاظ علي السرية اللازمة لاستيفاء قوانين البراءات.

### ثنائي
اتفاق عدم إفصاح ثنائي (يشار إليه أحيانا باتفاق عدم الإفصاح المتبادل أو اتفاق بعدم الإفصاح في اتجاهين) يشمل طرفين حيث يتوقع كلا الطرفين فيهما الإفصاح عن معلومات لبعضهما البعض والتي ينوي كل منها حمايتها من مزيد من الإفصاح. وهذا النوع من اتفاق عدم الإفصاح شائع عندما تتعاون الشركات فيما بينها في بعض المشاريع المشتركة أو ترغب في الاندماج.

### متعدد
اتفاق عدم إفصاح متعدد ويتكون من ثلاثة أطراف أو أكثر حيث يتوقع أحد الطرفين على الأقل إفشاء المعلومات إلى الأطراف الأخرى ويقتضي حماية المعلومات من الإفصاح عنها. ويلغي هذا النوع من اتفاق عدم الإفصاح الحاجة إلى اتفاق منفصل انفرادي أو ثنائي لعدم الإفصاح بين طرفين فقط. وعلى سبيل المثال ، فان اتفاقا واحدا متعدد الأطراف لعدم الإفصاح أبرمه ثلاثة أطراف يعتزم كل منهم الإفصاح عن معلومات إلى الطرفين الآخرين يمكن استخدامه بدلا من ثلاثة اتفاقات ثنائيه منفصلة لعدم الإفصاح بين الطرفين الأول والثاني ، الأطراف الثانية والثالثة ، والأطراف الثالثة والأولي.